# Louis-Olivier Taillon
Louis-Olivier Taillon (ur. 26 września 1840, zm. 25 kwietnia 1923) – kanadyjski prawnik i polityk, dwukrotny premier prowincji Quebec z ramienia Konserwatywnej Partii Quebecu.

## Życiorys
Taillon urodził się 26 września 1840 w rodzinie farmerskiej. Studiował prawo. W 1865 przyjęty do palestry. Początkowo praktykował prawo w rodzinnym Terrebonne, a następnie przeniósł się do Montrealu i dołączył do kancelarii François-Xavier-Anselme Trudela.
Po raz pierwszy wybrany do parlamentu prowincjonalnego w 1875. Wybierany ponownie w 1878 i 1881. Pełnił szereg funkcji administracyjnych. W 1884 mianowany prokuratorem generalnym prowincji przez premiera Johna Jonesa Rossa. Po przegranych przez konserwatystów wyborach 1886 rząd Rossa próbował kontynuować prace jako gabinet mniejszościowy. Po jego ostatecznym upadku w 1887 Taillon objął premierostwo, lecz zaledwie na cztery lata, próbując dalej rządzić w oparciu o mniejszość parlamentarną. Po ostatecznym upadku rządu i przejęciu władzy przez posiadających dokładnie połowę mandatów parlamentarnych liberałów, Tailon został liderem opozycji. W 1890, na kilka lat wycofał się z czynnego życia politycznego po tym, jak przegrał walkę o przewodniczenie partii z Jakiem Cartierem. W niecały rok później, po powrocie konserwatystów do władzy, tym razem pod kierownictwem Charles’a-Eugène’a Boucher de Boucherville’a, wszedł do rządu obejmując ministerstwo bez teki. Po odejściu Boucherville w 1891, Taillon odzyskał kontrolę nad partią konserwatywną oraz fotel premiera, który utrzymał aż do 1896, kiedy to zrezygnował z pełnionych funkcji, by zaangażować się w politykę na poziomie federalnym.
W rządzie Charles’a Tuppera otrzymał ministerstwo poczty. Po dwukrotnej przegranej w walce o miejsce w parlamencie federalnym w latach 1896 i 1900 ostatecznie wycofał się z życia politycznego pozostając czynny w administracji i życiu społecznym. W latach 1891–1915 sprawował funkcję poczmistrza Montrealu. Był także przewodniczącym izby adwokackiej prowincji Quebec, członkiem wielu stowarzyszeń. Otrzymał doktoraty honorowe Bishop’s College i Uniwersytetu Laval.
Zmarł 25 kwietnia 1923. Pochowany w Montrealu na cmentarzu Our-Lady-of-Snows.